# 補佐
| ウィキペディアには「補佐」という見出しの百科事典記事はありません（タイトルに「補佐」を含むページの一覧/「補佐」で始まるページの一覧）。 代わりにウィクショナリーのページ「補佐」が役に立つかもしれません。 |